# Lied der Khmer-Republik
Das Lied der Khmer-Republik (auch Marsch der Khmer-Republik; Khmer: ដំណើរនៃសាធារណរដ្ឋខ្មែរ, Damnaeu ney Satheareanaroat Khmae; Englisch: March of the Khmer Republic; Französisch: La Marche de la République Khmère) war von 1970 bis 1975 die Nationalhymne der Khmer-Republik. Es wurde am 9. Oktober 1970 nach dem Militärputsch, der zum Sturz der Monarchie von Kambodscha führte, angenommen. Nach dem Ende des kambodschanischen Bürgerkrieges, dem Fall der Khmer-Republik und dem Machtaufstieg der roten Khmer wurde das Lied der Khmer-Republik durch Dap Prampi Mesa Chokchey ersetzt.

Die Khmer-Republik

## Text
| Khmer | Transkription | Deutsche Übersetzung |
| ជនជាតិខ្មែរ ល្បីពូកែមួយក្នុងលោក មានជ័យជោគ កសាងប្រាសាទសិលា អរិយធម៌ ខ្ពស់បវរជាតិសាសនា កេរ្តិ៍ដូនតាទុកលើភពផែនដី ។ ខ្មែរក្រោកឡើង ខ្មែរក្រោកឡើង ខ្មែរក្រោកឡើង តស៊ូតម្កើងសាធារណរដ្ឋ ខ្មាំងរំលោភ ខ្មែរប្រយុទ្ធ មិនតក់ស្លុត យកជ័យបំផុតជូនជាតិខេមរា ឯករាជ្យភ្លឺថ្លាជាមហាប្រទេសតទៅ ។ | Choncheat khmae lbei pukae muoy knong louk, Mean cheychouk kasang prasat sela Ariyeatho khpuoh bava cheat sasna Ke dounta tuk leu phop phaendei. Khmae kraok laeung ! Khmae kraok laeung ! Khmae kraok laeung ! Tasu damkaeung satheareanaroat. Khmang rumloup, Khmae prayut, min takslot, Yok chey bamphot chun cheat Khemara. Aekareach phlueu thla chea moha prateh ta tov. | Die Khmer sind berühmte und geschickte Menschen in der Welt Ihre Siege und ihr Erfolg zeigen sich im Bau der Steintempel Kultur, Nation und Religion sind das Höchste und Wichtigsten Das Erbe unserer Vorfahren ist auf der Erde erhalten Erhebt euch, Khmer! Kämpft für den Erhalt der Republik! Wenn der Feind überfällt Werden die Khmer ohne Panik kämpfen Und der Khmer-Nation den ultimativen Sieg bringen Die Unabhängigkeit wird leuchten und Kambodscha wird eine großartige Nation sein. |